# Echoverleihung 2013

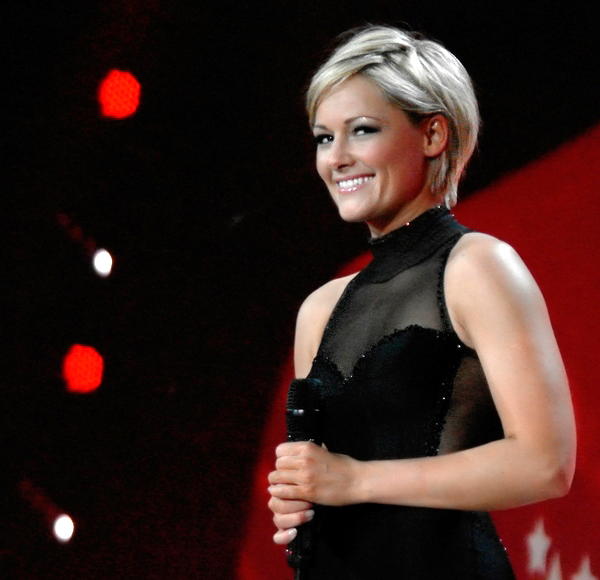
Die Sängerin Helene Fischer führte zum ersten Mal durch die Gala. Daneben war sie als beste Künstlerin in der Kategorie Schlager und in der Kategorie Erfolgreichste Musik-DVD-Produktion (national) für den Echo nominiert und gewann diese auch.

Die 22. Echoverleihung der Deutschen Phono-Akademie fand am 21. März 2013 im Berliner Palais am Funkturm statt. Die Gala wurde von Helene Fischer moderiert und im Fernsehsender Das Erste ausgestrahlt. 
Beim Echo 2013 gab es 27 Kategorien. Die Branchenpreise für „Handelspartner des Jahres“, „Medienpartner des Jahres“, „Erfolgreichster Produzent/Produzententeam national“, „Kritikerpreis“ sowie den „Ehren-ECHO für soziales Engagement“ wurden während eines Wohltätigkeits-Dinners der Stiftung Musik Hilft am 20. März 2013 überreicht.
Mit einer Quote von 3,73 Millionen Zuschauern war die Zuschauerresonanz stärker als 2012, als mit 2,58 Millionen Zuschauern einer der schlechtesten Zuschauerwerte seit Bestehen der Echoverleihung erreicht wurde.

## Kontroverse im Vorfeld
Im Vorfeld der Echoverleihung sagten die Bands MIA., Die Ärzte und Kraftklub aus Protest gegen die Nominierung für die ihrer Meinung nach rechtsstehende Band Frei.Wild aus Südtirol ihre Teilnahme an der Verleihung ab. Aufgrund der dadurch entstandenen Diskussion sah sich die Deutsche Phono-Akademie dazu veranlasst, die Nominierung für Frei.Wild zurückzuziehen. 

## Liveacts
Showacts:
- Carla Bruni: Mon Raymond
- Cascada: Glorious
- Cro: Einmal um die Welt
- Depeche Mode: Heaven

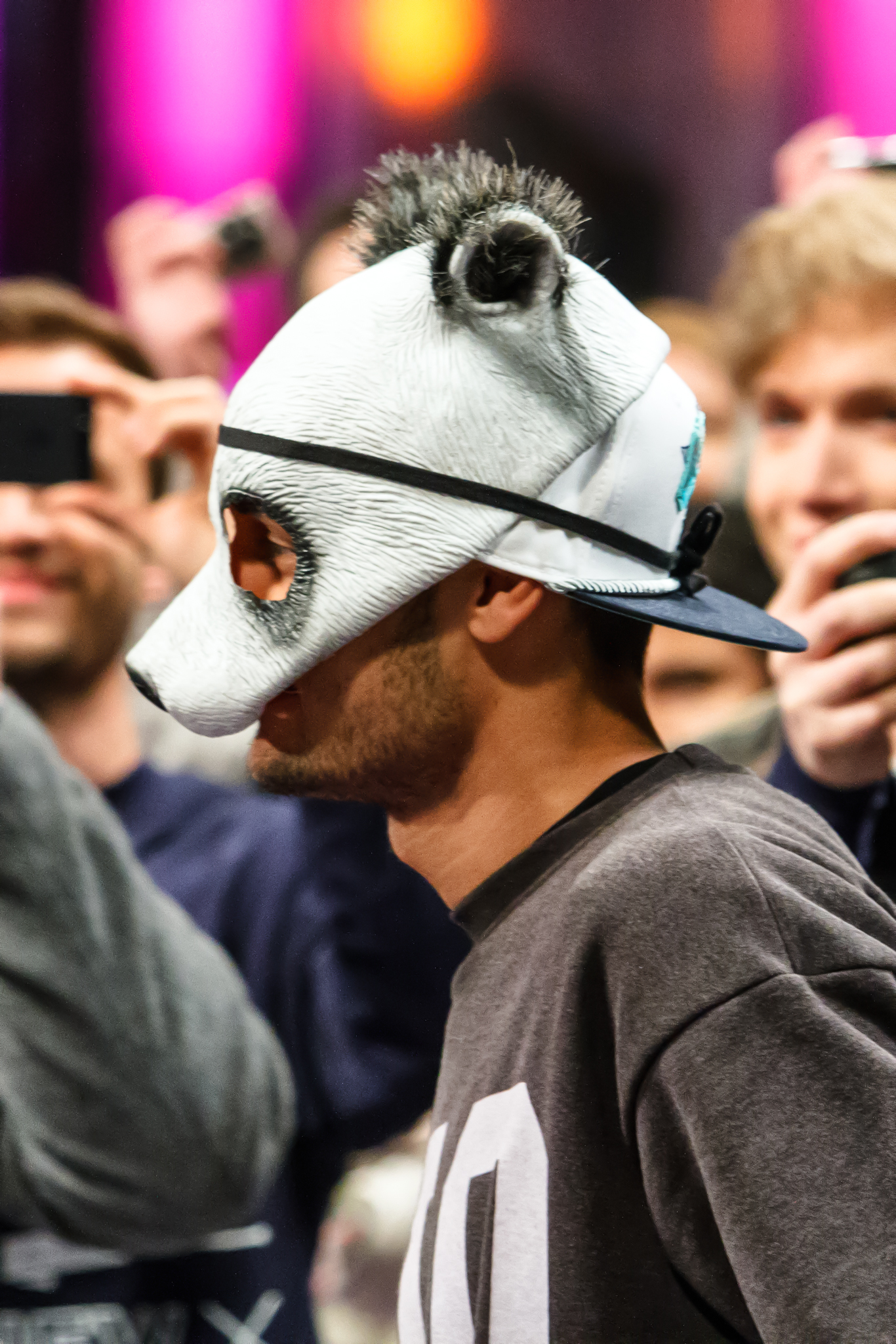
Cro vor der Verleihung

- Frida Gold: Liebe ist meine Rebellion
- David Garrett: Viva la Vida (Eigene Version des Coldplay-Liedes)
- Helene Fischer: Let Me Entertain You
- Hurts: Miracle
- Lena: Neon (Lonely People)
- Peter Plate: Wir beide sind Musik
- Emeli Sandé: Read All About It Pt. III
- Santiano & Andreas Gabalier: Es gibt nur Wasser
- Seeed: Deine Zeit
- Silly: Deine Stärken
- Hannes Wader und Die Toten Hosen: Heute hier, morgen dort

## Preisträger und Nominierte

### Rock/Pop

#### Künstler National Rock/Pop
David Garrett – Music
- Rea Garvey – Can't Stand the Silence
- Heino – Mit freundlichen Grüßen
- Peter Maffay – Tabaluga und die Zeichen der Zeit
- Daniele Negroni – Crazy

Präsentatorin: Alina Süggeler

#### Künstler International Rock/Pop
Robbie Williams – Take the Crown
- Joe Cocker – Fire It Up
- Mark Knopfler – Privateering
- Eros Ramazzotti – Noi
- Bruce Springsteen – Wrecking Ball

Präsentatorin: Helene Fischer

#### Künstlerin National Rock/Pop
Ivy Quainoo – Ivy
- Mandy Capristo – Grace
- Lena – Stardust
- Nena – Du bist gut
- Y’akoto – Babyblues

Präsentatoren: The BossHoss

#### Künstlerin International Rock/Pop
Lana Del Rey – Born to Die

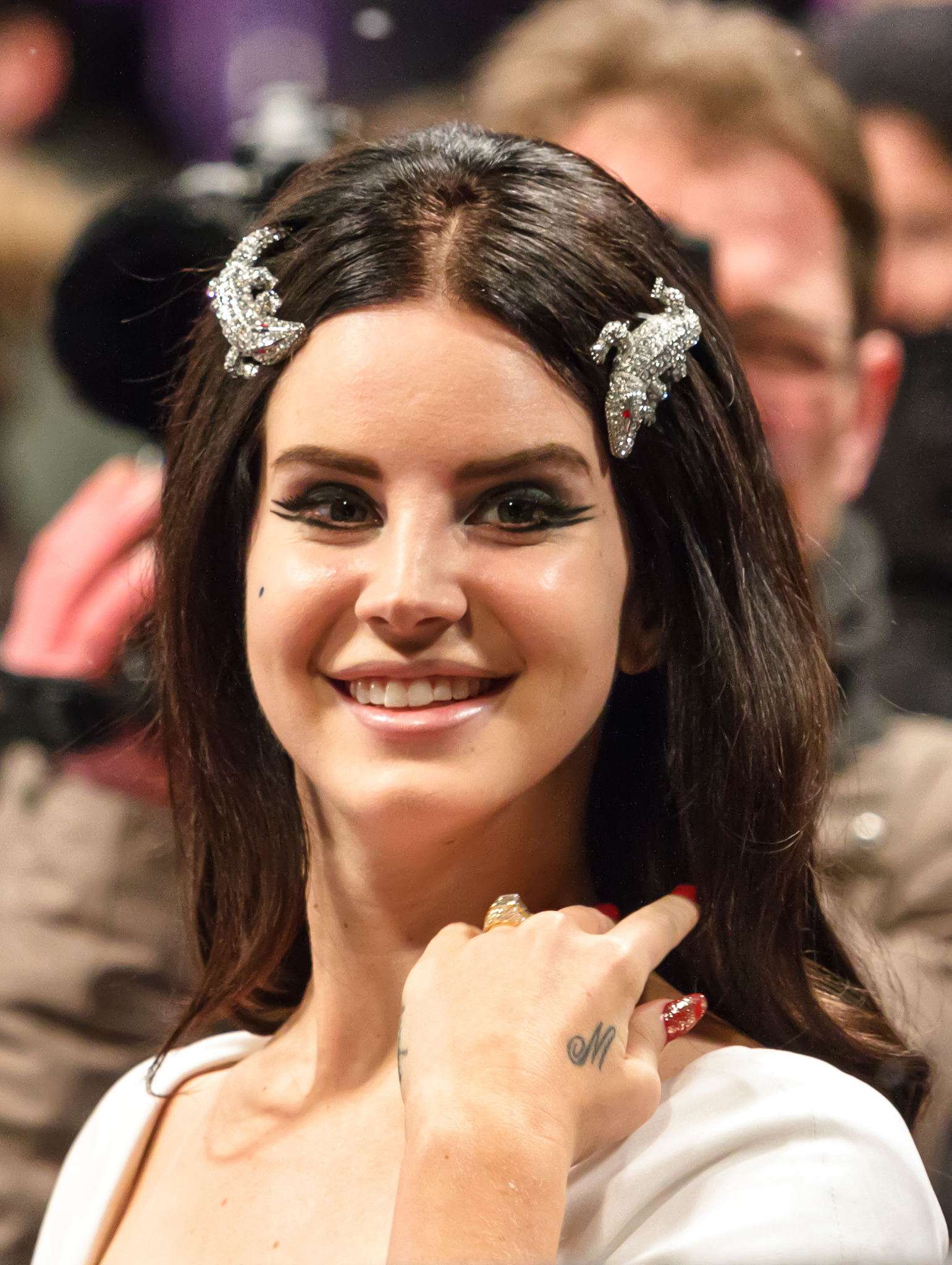
Lana del Rey beim Echo 2013

- Amy Macdonald – Life in a Beautiful Light
- Katie Melua – Secret Symphony
- P!nk – The Truth About Love
- Emeli Sandé – Our Version of Events

Präsentator: Max Raabe

#### Gruppe National Rock/Pop

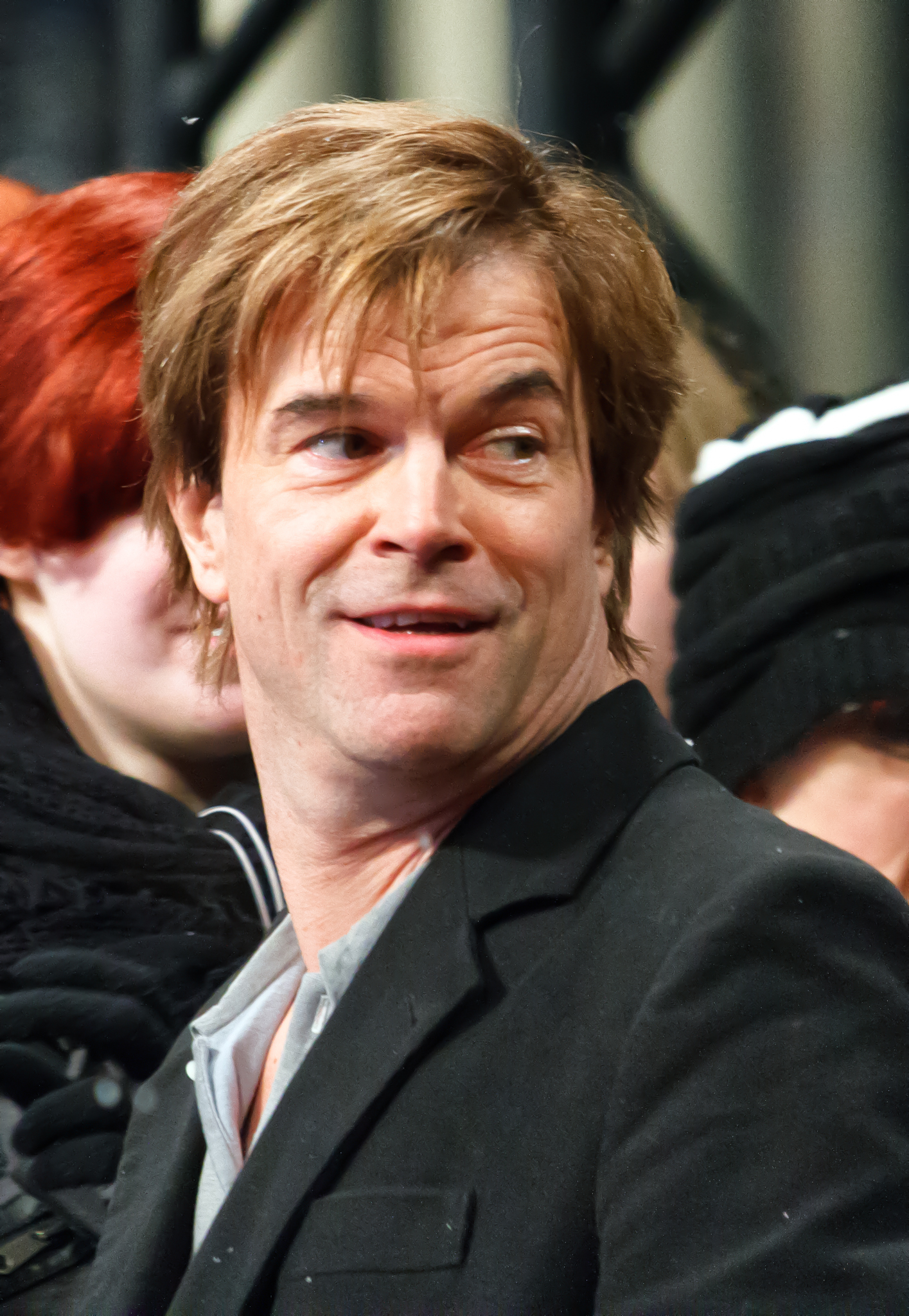
Campino von den Toten Hosen

Die Toten Hosen – Ballast der Republik
- The BossHoss – Liberty of Action
- Mrs. Greenbird – Mrs. Greenbird
- PUR – Schein & Sein
- Silbermond – Himmel auf

Präsentator: Peter Maffay

#### Gruppe International Rock/Pop
Mumford & Sons – Babel
- Florence + the Machine – Ceremonials
- Gossip – A Joyful Noise
- Of Monsters and Men – My Head Is an Animal
- The xx – Coexist

Präsentatoren: Natalie Horler & Rea Garvey

### Rock/Alternative

#### Gruppe Rock/Alternative (national)
Unheilig – Lichter der Stadt
- Die Ärzte – Auch *
- Frei.Wild - Feinde deiner Feinde (am 7. März von der Nominiertenliste gestrichen)[4]
- Kraftklub – Mit K *
- MIA. – Tacheles *

* = Nicht erschienen oder die Nominierung zurückgezogen.
Präsentatorin: Katie Melua

#### Gruppe Rock/Alternative (international)
Linkin Park – Living Things
- Billy Talent – Dead Silence
- Green Day – Uno!
- Muse – The 2nd Law
- The Rolling Stones – Grrr! (Greatest Hits)

Präsentator: Til Schweiger

### Schlager/Volkstümliche Musik

#### Künstler/Künstlerin/Gruppe deutschsprachiger Schlager
Helene Fischer – Für einen Tag – Live 2012
- Fantasy – Best Of – 10 Jahre Fantasy
- Olaf – Wenn der Anker fällt
- Matthias Reim – Unendlich
- Michael Wendler – Spektakulär

Präsentator: David Garrett

#### Künstler/Künstlerin/Gruppe Volkstümliche Musik
Santiano – Bis ans Ende der Welt
- Die Amigos – Bis ans Ende der Zeit
- Andreas Gabalier – Volks-Rock'n'Roller Live
- Michael Hirte – Liebesgrüße auf der Mundharmonika
- Kastelruther Spatzen – Leben und leben lassen

Präsentatoren: Höhner

### Hip Hop/Urban

#### Künstler/Künstlerin/Gruppe Hip Hop/Urban (national oder international)
Cro – Raop
- Max Herre – Hallo Welt!

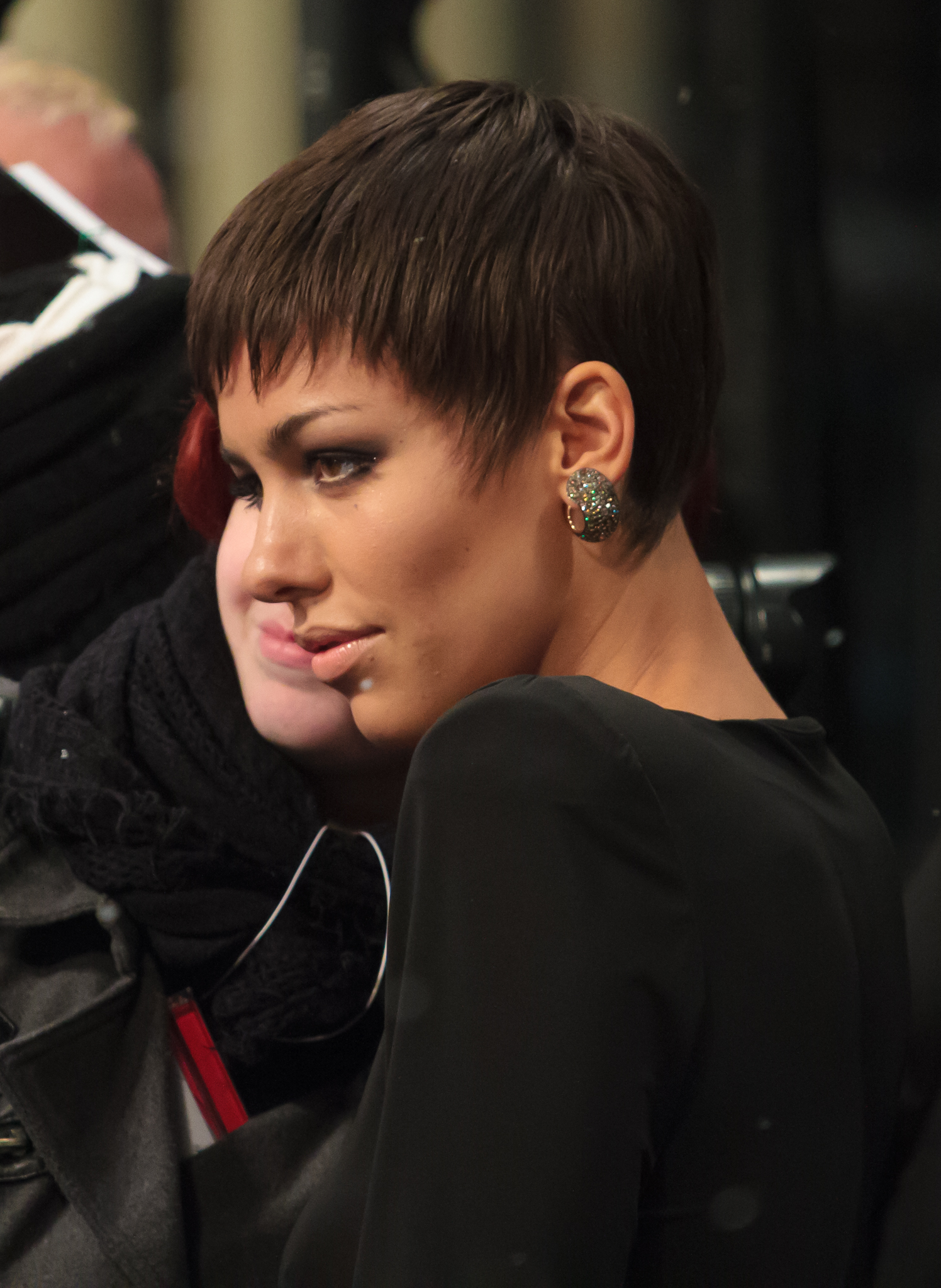
Alina Süggeler

- Kollegah & Farid Bang – Jung, brutal, gutaussehend 2
- Seeed – Seeed
- Xavas (Musikprojekt des Sängers Xavier Naidoo und des Rappers Kool Savas) – Gespaltene Persönlichkeit

Präsentatoren: Alina Süggeler und Andi Weizel

### Hit des Jahres und Album des Jahres

#### Hit des Jahres (national oder international)
Die Toten Hosen – Tage wie diese
- Asaf Avidan & the Mojos – One Day/Reckoning Song (Wankelmut Remix)
- Lykke Li – I Follow Rivers
- Psy – Gangnam Style
- Rihanna – Diamonds

Präsentator: Wolfgang Niedecken

#### Album des Jahres (national oder international)
Die Toten Hosen – Ballast der Republik
- Die Ärzte – Auch
- Cro – Raop
- Santiano – Bis ans Ende der Welt
- Unheilig – Lichter der Stadt

Präsentatoren: Silly

### Nachwuchspreis der Deutschen Phonoakademie

#### Newcomer des Jahres (national)
Cro – Raop
- Mrs. Greenbird – Mrs. Greenbird
- Daniele Negroni – Crazy
- Ivy Quainoo – Ivy
- Santiano – Bis ans Ende der Welt

Präsentator: Andreas Gabalier

#### Newcomer des Jahres (international)
Lana Del Rey – Born to Die
- Alex Clare – The Lateness of the Hour
- Luca Hänni – My Name Is Luca
- Of Monsters and Men – My Head Is an Animal
- Emeli Sandé – Our Version of Events

Präsentatorin: Carla Bruni

### Erfolgreichster Live-Act (national)
Peter Maffay für die erfolgreichste Tour des Jahres 2012 Tabaluga und die Zeichen der Zeit
Präsentatorin: Helene Fischer

### Bestes Video (national)
Von 25 Videos wurden in einer Online-Abstimmung des Videoportals MyVideo vom 12. bis 25. Februar 2013 aus einer Vorauswahl fünf Videos für die Endrunde ermittelt. Von den fünf nominierten Videos wurde dann während einer zweiten Online-Abstimmung vom 1. bis 15. März 2013 das Siegervideo gewählt, welches während der Verleihung verkündet wurde:
Lena – Stardust (Regie: Bode Brodmüller)
- Bushido – Kleine Bushidos (Regie: Adolfo Kolmerer) (Produktion: Loptafilm)
- Cro – Easy (Regie: Harris Hodovic)
- Die Toten Hosen – Tage wie diese (Regie: Joern Heitmann)
- Y-Titty – Der letzte Sommer (Regie: Philipp „Phil“ Laude)

Die folgenden 20 Videos sind in der Vorrunde ausgeschieden:
- Bakkushan – Nur die Nacht (Regie: Hagen Decker)
- Ben Ivory – The Righteous Ones (Regie: Mattias Johansson)
- Betty Dittrich – LaLaLa (Regie: Feliks Horn III, Sebastian Tomczak)
- Blumentopf – Neulich in der City (Regie: Bernadette Huber)
- Bonaparte – Quarantine (Regie: Joffrey Jans)
- Deichkind – Bück dich hoch (Regie: Timo Schierhorn, Uwe Hartmann, Henning Besser)
- Finn Martin – Change (Regie: Lennart Brede)
- Haudegen – Feuer und Flamme (Regie: Soenke Held)
- Kraftklub – Kein Liebeslied (Regie: Philipp Virus)
- Kris feat. Dante Thomas – Diese Tage (Regie: Harris Hodovic)
- Madsen – Lass die Musik an (Regie: Hinrich Pflug)
- Mandy Capristo – The Way I Like It (Regie: Lennart Brede)
- Marteria, Yasha & Miss Platnum – Lila Wolken (Regie: Felix Urbauer)
- Max Herre feat. Philipp Poisel – Wolke 7 (Regie: Bode Brodmüller)
- Oceana – Endless Summer (Regie: Jay Wills)
- Seeed – Augenbling (Regie: Daniel Harder)
- Silbermond – Ja (Regie: Daniel Siegler)
- Unheilig feat. Andreas Bourani – Wie wir waren (Regie: Markus Gerwinat)
- Xavas (Musikprojekt des Sängers Xavier Naidoo und des Rappers Kool Savas) – Schau nicht mehr zurück (Regie: Kolja Brandt)
- Y’akoto – Without You (Regie: Hawa Essuman)

Präsentatoren: Simone und Sophia Thomalla

### Club/Dance (national oder international)
Deichkind – Befehl von ganz unten
- DJ Antoine – Sky Is the Limit
- Fritz Kalkbrenner – Sick Travellin'
- Paul Kalkbrenner – Guten Tag
- Schiller – Sonne

Präsentator: Harold Faltermeyer

### Crossover (national oder international)
Wise Guys – Zwei Welten
- Adoro – Träume
- Adya – Classic 2
- The Baseballs – Good Ol' Christmas
- Gregorian – Epic Chants

Präsentator: Michael Bublé

### Erfolgreichste Musik-DVD-Produktion (national)
Helene Fischer – Für einen Tag – Live 2012 (DVD)
- Peter Maffay – Tabaluga und die Zeichen der Zeit
- Rammstein – Videos 1995–2012
- Die Toten Hosen – Noches como Estas – Live in Buenos Aires
- Unheilig – Lichter der Stadt

Präsentator: David Garrett

### Kritikerpreis
Kraftklub – Mit K
- Deichkind – Befehl von ganz unten
- Kid Kopphausen – I
- Sizarr – Psycho Boy Happy
- Die Türen – ABCDEFGHIJKLMNOPQRSTUVWXYZ

### Produzent/in/-en-Team des Jahres
Vincent Sorg, Die Toten Hosen für Die Toten Hosen
- Cro für Cro
- Der Graf, Thorsten Brötzmann, Kiko Masbaum, Roland Spremberg, Henning Verlage für Unheilig
- Elephant Music (Mark Nissen, Hardy Krech) für Santiano
- Seeed für Seeed

### Radio-ECHO
Nominiert sind die am häufigsten gespielten nationalen Titel in den deutschen Airplaycharts. Der Radio-ECHO für den erfolgreichsten Titel wurde bis zum 10. März 2013 durch eine Online-Abstimmung auf den Webseiten der jungen Programme und Popwellen der ARD ermittelt, welcher während der Verleihung verkündet wurde:
Roman Lob – Standing Still
- Cro – Du
- Die Ärzte – M&F
- Die Toten Hosen – Tage wie diese
- Silbermond – Himmel auf

Präsentatoren: Olaf Schubert und Lena

### Bester Nationaler Act im Ausland
Unheilig
Präsentatorin: Katie Melua

### Preis fürs Lebenswerk
Hannes Wader
Präsentator: Reinhard Mey

### Preis fürs Lebenswerk International

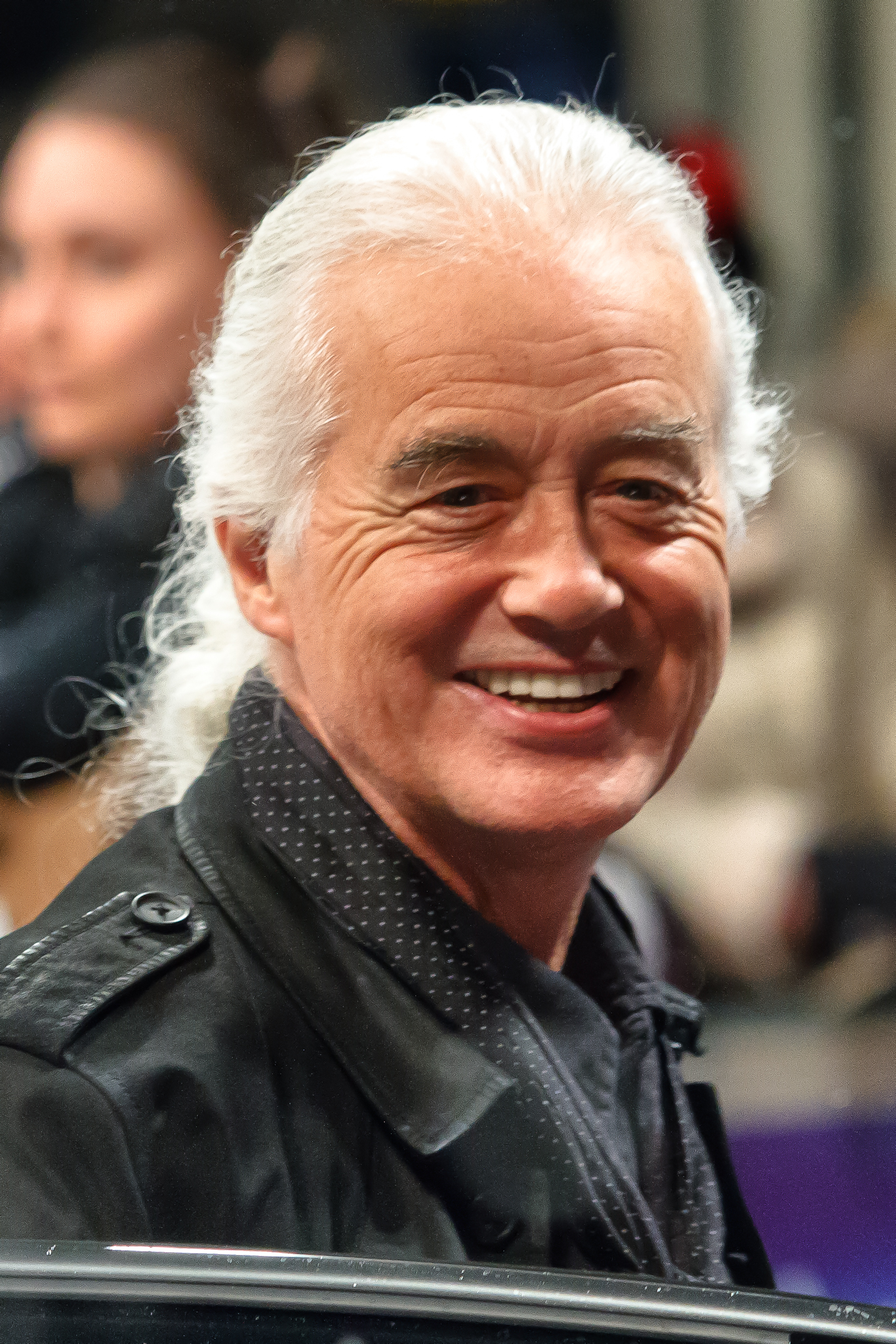
Jimmy Page von Led Zeppelin

Led Zeppelin
Präsentator: Campino

### Medienpartner des Jahres
Flux FM

### Handelspartner des Jahres
Expert AG

### Ehrenecho für soziales Engagement
Daniel Barenboim